# Gunnar Mendoza
Gunnar Mendoza Loza (Uncía, 3 de septiembre de 1914 - Sucre, 5 de marzo de 1994), fue historiógrafo, bibliógrafo y archivista boliviano.

## Vida
Hijo del médico y escritor Jaime Mendoza y Matilde Loza. Estudió en el Colegio del Sagrado Corazón de Sucre. Entre 1958 y 1959 estudió Archivología en el Instituto de Archivos de The American University y el Archivo Nacional de los Estados Unidos, gracias a una beca concedida por la Fundación Rockefeller. Se casó con Flora Pizarro de Mendoza y tuvo tres hijos.
En 1939, Mendoza empezó a fungir como director y editor de la Revista de la Universidad de San Francisco Xavier, considerada uno de los más grandes aportes a la bibliografía boliviana en el siglo XX.
Organizó el Archivo Nacional de Bolivia y fue el director del Archivo y Biblioteca Nacionales de Bolivia, durante 50 años, desde 1944 a 1994. En 1973 fue consultor de la Unesco y presidente de la Comisión Permanente de Accesibilidad, Principios y Técnicas de la Asociación Latinoamericana de Archivos.
Falleció el 5 de marzo de 1994 en Sucre, sus restos mortales descansan en el Cementerio General de la ciudad de Sucre.

## Premios y reconocimientos
En su honor el Ministerio de Culturas y Turismo de Bolivia y el Gobierno Autónomo Departamental de La Paz, crearon el Premio Nacional de Gestión Cultural "Gunnar Mendoza".
- 1956, Premio Nacional de Literatura.
- 1980, Premio Nacional de Cultura.
- 1984, Doctor honoris causa de la Universidad Mayor de San Simón, Cochabamba.
- 1988, Miembro de la Academia Boliviana de Historia.